# 1993年12月逝世人物列表
1993年逝世人物列表：1月 - 2月 - 3月 - 4月 - 5月 - 6月 - 7月 - 8月 - 9月 - 10月 - 11月 - 12月
1993年12月逝世人物列表，是用於匯總1993年12月期間逝世人物的列表。

## 依日期排序

### 1日
- 莉奈特·大衛斯（Lynette Davies），45歲，威爾士女演員，自殺。[1]
- 埃德溫·弗拉維爾，95歲，英國陸軍軍官。[2]
- Ray Gillen，34歲，美國搖滾創作歌手，愛滋病相關併發症。[3]
- 艾弗·赫勒爵士，81歲，澳大利亞藝術家。[4]
- 斯科特·科爾克，88歲，美國演員。[5]
- 瑪麗·洛貝爾，93歲，英國歷史學家。[6]
- 朱利奧·瑪律凱蒂（Giulio Marchetti），82歲，義大利人，演員和電視節目主持人，內出血。[7]

### 2日
- Ali Benfadah，58歲，阿爾及利亞足球運動員和經理。[8]
- Paal Brekke，70歲，挪威作詞家、小說家和文學評論家。[9]
- 伊芙琳·迪爾曼（Evelyn Dearman），85歲，英國網球運動員。
- Harry Julius Emeléus，90歲，英國無機化學家。[10]
- 巴勃羅·埃斯科瓦爾（Pablo Escobar），44歲，哥倫比亞毒梟和毒品恐怖分子，被槍殺。[11]
- 約翰·克肖（John Kershaw），62歲，英國編劇和劇本編輯。
- 湯姆·門羅，74歲，美國演員。
- 里奧·帕奎因，83歲，美式橄欖球運動員。[12]

### 3日
- 弗蘭克·安東尼（Frank Anthony），85歲，印度政治家和英印社區領袖。[13]
- George P. Hammond，97歲，美國拉丁美洲研究教授。[14]
- Witold Majchrzycki，84歲，波蘭奧林匹克拳擊手。[15]
- Lea Mek，18歲，柬埔寨裔美國幫派成員，在幫派槍擊中被謀殺。[16]
- 史蒂夫·帕普羅斯基，65歲，加拿大政治家和足球運動員。[17]
- 路易斯·湯瑪斯，80歲，美國科學作家。[18]

### 4日
- 維克多·貢納森（Victor Gunnarsson），40歲，瑞典右翼活動家，兇殺案。[19]
- 馬塞爾·讓，92歲，法國畫家、作家和雕塑家。[20]
- 瑪格麗特·蘭登，90歲，美國作家和傳教士。[21]
- 休·摩爾，64歲，英國倫敦市警察指揮官，心力衰竭。[22]
- Jusuf Prazina，31歲，波士尼亞戰爭期間的波士尼亞黑幫和准軍事軍閥，凶殺案。[23]
- 弗蘭克·斯特吉斯（Frank Sturgis），68歲，美國中央情報局特工，水門事件竊賊之一，肺癌。[24]
- 羅伊·弗農，56歲，威爾士足球運動員。[25]
- 弗兰克·扎帕，52歲，美國音樂家，創作歌手和唱片製作人，患有前列腺癌。[26]

### 5日
- 邁克·道鐸，55歲，美國橄欖球運動員。[27]
- 葉夫根尼·加布里洛維奇，94歲，蘇聯和俄羅斯作家、劇作家和編劇。[28]
- 道格·霍普金斯（Doug Hopkins），32歲，美國音樂家和詞曲作者，槍殺。[29]
- 麗塔·馬塞多（Rita Macedo），68歲，墨西哥女演員和裁縫，槍殺自殺。[30]
- 文斯·馬扎（Vince Mazza），68歲，加拿大橄欖球運動員。[31]
- 羅伯特·奧克森菲爾德，92歲，德國物理學家。[32]
- 亚历山大·特罗内（Alexandre Trauner），87歲，匈牙利電影製作設計師。[33]

### 6日
- Don Ameche，85歲，美國演員（繭、颠倒乾坤、天堂可以等待），奥斯卡金像奖得主（1986年），前列腺癌。[34]
- 布賴森·格雷厄姆（Bryson Graham），41歲，英國搖滾鼓手。[35]
- 安娜·赫热布日诺娃，85歲，捷克斯洛伐克體操運動員和奧運選手。[36]
- 塞爾吉·吉基亞（Sergi Jikia），95歲，喬治亞歷史學家和東方學家。[37]
- Hendrik Ooms，77歲，荷蘭自行車手。[38]
- Paul-Louis Weiller，100歲，法國實業家和慈善家。[39]

### 7日
- Nicky Crane，35歲，英國新納粹活動家，愛滋病相關支氣管肺炎。[40][41]
- Abidin Dino，80歲，土耳其藝術家和畫家，癌症。[42]
- 费利克斯·乌弗埃-博瓦尼，88歲，象牙海岸總統，癌症。[43]
- Blaže Koneski，71歲，馬其頓詩人、作家和語言學者。[44]
- 沃尔夫冈·保罗，80歲，德國物理學家和諾貝爾獎獲得者。[45]
- 小羅伯特·塔夫脫，76歲，美國政治家。[46]

### 8日
- 卡爾·達姆，66歲，德國政治家和聯邦議院議員。[47]
- 葉夫根尼·米納耶夫（Yevgeny Minayev），60歲，俄羅斯舉重運動員，饑餓和體溫過低。[48]
- 卡洛塔·蒙蒂，86歲，美國電影女演員。[49]
- 科爾·帕倫，67歲，美國飛行員。
- 菲力浦·普拉達伊羅爾（Philippe Pradayrol），27歲，法國柔道運動員，交通事故。[50]
- Mieczysław Wilczewski，61歲，波蘭自行車手。[51]

### 9日
- Salvatore Allegra，95歲，義大利作曲家。[52]
- 丹尼·布蘭奇弗勞爾，67歲，北愛爾蘭足球運動員，阿爾茨海默病。[53]
- 穆罕默德-禮薩·戈爾帕加尼（Mohammad-Reza Golpaygani），94歲，伊朗大阿亞圖拉和什叶派學者。
- 赫伯特·格雷文紐斯（Herbert Grevenius），92歲，瑞典編劇。[54]
- 老马特·古奥卡斯，78歲，美國籃球運動員和廣播員。[55]
- 卡特·傑斐遜（Carter Jefferson），48歲，美國爵士次中音薩克斯風演奏家。[56]
- 亞歷山大·科布倫茨，77歲，拉脫維亞國際象棋大師和作家。
- 約翰·威斯頓，89歲，英國哲學家。[57]

### 10日
- Maroun Bagdadi，43歲，黎巴嫩電影導演，跌倒。[58]
- 耶日·尤斯科維亞克（Jerzy Juskowiak），54歲，波蘭短跑運動員和奧運選手。[59]
- Fernand Mithouard，84歲，法國自行車運動員。[60]
- 愛麗絲·塔利（Alice Tully），91歲，美國歌劇歌手、音樂推廣人和慈善家，流感。[61]
- 米利扬·泽科维奇，68歲，黑山和南斯拉夫足球運動員和經理。[62]
- Alan E. Zimmer，64歲，美國神經放射學家，中風。[63]

### 11日
- 谷正綱，91歲，中國政治家、學者。
- 弗朗西斯科·弗洛雷斯·德爾·坎波（Francisco Flores del Campo），86歲，智利作曲家、樂器演奏家和演員，患有心血管疾病。
- Raymond D. Gary，85歲，美國商人和政治家。
- Bohdan Likszo，53歲，波蘭籃球運動員。[64]
- 保罗·梅布斯，73歲，德國足球運動員。
- 比爾·穆姆，71歲，紐西蘭橄欖球聯盟球員和政治家。[65]
- 史蒂夫·納爾遜（Steve Nelson），90歲，克羅埃西亞裔美國政治活動家。[66]
- 卡爾-西奧多·莫里納利（Karl-Theodor Molinari），78歲，德國陸軍和聯邦國防軍軍官和政治家。
- 皮埃爾·薩爾·恩傑（Pierre Sarr N'Jie），84歲，甘比亞律師和政治家。
- 菲爾·佩洛，58歲，美國橄欖球運動員。[67]
- 埃爾維拉·波佩斯庫（Elvira Popescu），99歲，羅馬尼亞裔法國女演員和戲劇導演。[68]
- 山姆·斯泰曼（Sam Stayman），84歲，美國橋牌運動員和作家。

### 12日
- József Antall，61歲，匈牙利教師、圖書管理員、歷史學家和政治家，癌症患者。[69]
- 內德·巴里，88歲，紐西蘭橄欖球聯盟球員和員警。[70]
- 瑪麗安·康斯坦斯·布萊克頓，92歲，美國編劇和女演員。
- 弗里茨·博克，82歲，奧地利政治家。
- 瓊·克羅斯，93歲，英國女高音。[71]
- 亚历山德鲁·德勒吉奇（Alexandru Drăghici），80歲，羅馬尼亞共產主義活動家和政治家。
- 唐·厄爾（Don Earle），64歲，美國冰球播音員。
- 鮑勃·泰勒，89歲，美國冰球運動員。[72]

### 13日
- 肯·安德森（Ken Anderson），84歲，美國藝術總監（白雪公主、石中劍）和編劇（仙履奇缘），中風。[73]
- 拉里·卡梅隆，41歲，美國橄欖球運動員和職業摔跤手，在比賽中心臟病發作。[74]
- 凡妮莎·杜里埃斯（Vanessa Duriès），21歲，法國小說家，交通事故。[75][76]
- 喬伊·勞里（Jean-Pierre Imbrohoris 的筆名），50歲，法國小說家，交通事故。[75]
- 湯米·塞克斯頓，36歲，加拿大喜劇演員，愛滋病相關併發症。
- 比利·香茨，66歲，美國棒球運動員和經理。[77]
- Gaziza Zhubanova，66歲，哈薩克作曲家。

### 14日
- 傑夫·阿爾姆，25歲，美國橄欖球運動員，自殺。[12][78]
- Shirley J. Dreiss，44歲，美國水文學家和水文地質學家，交通事故。[79]
- 弗蘭克·富勒，64歲，美國橄欖球運動員。[80]
- 詹妮弗·霍華德，68歲，美國女演員，肺癌。
- 弗朗西斯·鐘斯（Francis Jones），85歲，威爾士歷史學家和軍官。[81]
- Aristides Azevedo Pacheco Leão，79歲，巴西神經生理學家和研究員，呼吸衰竭。
- 玛娜·洛伊，88歲，美國女演員（瘦子、黄金时代、十二個便宜），肺癌。[82]
- 西爾維娜·奧坎波（Silvina Ocampo），90歲，阿根廷短篇小說作家、詩人和藝術家。[83]

### 15日
- 湯姆·貝德基，64歲，加拿大冰球運動員和教練。
- 勞爾·埃斯納爾，37歲，烏拉圭足球運動員，兇殺案。[84][85]
- 佩纳亚·加尼劳，75歲，斐濟第一任總統，白血病。[86]
- 威廉·戴爾·菲力浦斯，68歲，美國物理化學家和學者。[87]
- 馬塞爾·范德諾特（Marcel Vandernotte），84歲，法國賽艇運動員和奧運選手。[88]

### 16日
- Charizma，20歲，美國 MC，被槍殺。[89]
- Fedele Gentile，85歲，義大利電影演員。
- 摩西·岡恩，64歲，美國演員（黑街神探、草原上的小屋、魔鬼士官長），哮喘。[90]
- 萊利·希爾，79歲，美國演員。
- 小傑德·約翰遜，53歲，美國政治家。[91]
- 查理斯·摩爾，68歲，美國建築師和作家。[92]
- 田中角荣，75歲，日本政治家，肺炎。[93]

### 17日
- 派翠克·克勞利（Patrick Crowley），87歲，愛爾蘭政治家和工會官員。
- 鮑比·大衛森（Bobby Davidson），65歲，蘇格蘭足球裁判。[94]
- 希爾丁·哈格伯格（Hilding Hagberg），94歲，瑞典共產主義政治家。
- 米爾扎·伊布拉希莫夫，82歲，蘇聯和亞塞拜然作家，劇作家和公眾人物。
- 倫·朱利安斯（Len Julians），60歲，英格蘭足球運動員。[95]
- 珍妮特·馬戈林，50歲，美國女演員，卵巢癌。[96]

### 18日
- 伯爾納·阿揚多（Bernard Ayandho），63歲，中非政治家和外交官。
- 約瑟夫·鮑爾（Joseph H. Ball），88歲，美國記者和政治家。[97]
- 喬治·貝格（Georges Bégué），82歲，法國工程師和二戰期間的國有企業特工。[98]
- Marion Barbara 「Joe」 Carstairs，93歲，英裔美國摩托艇賽車手。
- Gheorghe Cozorici，60歲，羅馬尼亞演員。
- Helm Glöckler，84歲，德國業餘賽車手。[99]
- 史蒂夫·詹姆斯，41歲，美國演員和特技演員，癌症。[100]
- 托尼·卡彭，74歲，美國籃球運動員。[101]
- 巴斯特·拉森，73歲，丹麥演員。
- 娜塔莉亞·薩茨（Natalya Sats），90歲，俄羅斯舞台導演。
- Bernhard Sälzer，53歲，德國政治家和歐洲議會議員，交通事故。
- 山姆·沃納梅克，74歲，美國演員和導演[102]

### 19日
- 华莱士·本内特，95歲，美國商人和政治家。[103]
- 邁克·克拉克，47歲，美國鼓手（The Byrds），肝功能衰竭。[104]
- 鳩山威一郎，75歲，日本政治家。[105]
- 伊內茲·詹姆斯（Inez James），74歲，美國電影配樂作曲家。
- 歐文·歐文，64歲，威爾士小說家、短篇小說家和詩人。
- Hans Rohrbach，90歲，二戰期間的德國數學家和密碼分析師。[106]

### 20日
- 格西·內爾·大衛斯（Gussie Nell Davis），87歲，美國教育家，Kilgore College Rangerettes 的創始人。[107]
- 休伯特·德爾圖爾（Hubert Deltour），82歲，比利時自行車賽車手。[108]
- W. Edwards Deming，93歲，美國工程師、統計學家、作家和講師。[109]
- 納齊夫·古蘭，72歲，土耳其作曲家。[110]
- 查理斯·赫爾曼·赫爾姆辛（Charles Herman Helmsing），85歲，美國羅馬天主教會主教。[111]
- Hulusi Kentmen，81歲，土耳其演員，腎衰竭。
- Felix Mackiewicz，76歲，美國棒球運動員。[112]

### 21日
- 菲力浦·克里斯蒂森，100歲，英國陸軍軍官。[113]
- Guy des Cars，82歲，法國小說家。[114]
- Frederick J. Harlfinger II，80歲，美國海軍軍官。[115]
- 伊萬·科茲洛夫斯基，93歲，蘇聯和俄羅斯抒情男高音。[116]
- 紮克·莫斯利（Zack Mosley），87歲，美國漫畫家。[117]
- 佩卡·涅米（Pekka Niemi），84歲，芬蘭越野滑雪運動員和奧運選手。[118]
- 瑪格麗塔·尼古拉耶娃，58歲，蘇聯體操運動員和奧運選手。[119]

### 22日
- 馬里奧·阿門多拉，83歲，義大利編劇、電影導演和劇作家，患有糖尿病。[120]
- 西爾維亞·巴塔耶，85歲，法國女演員，心臟病發作。[121][122]
- Oto Bihalji-Merin，89歲，南斯拉夫和塞爾維亞作家、畫家和藝術評論家。
- 瑪麗恩·伯恩斯，86歲，美國電影女演員。[123]
- Don DeFore，80歲，美國演員，心臟病發作。[124]
- 亚历山大·麦肯德里克，81歲，美國-蘇格蘭電影導演，肺炎。[125]
- Salah Zulfikar，67歲，埃及演員和電影製片人。[126]

### 23日
- Sveinbjörn Beinteinsson，69歲，冰島宗教領袖和新異教徒，心臟病發作。
- 格特魯德·布洛姆（Gertrude Blom），92歲，瑞士記者、社會人類學家和紀實攝影師。[127]
- 劳克林·居里，91歲，美國經濟學家。[128]
- 詹姆斯·埃裡森，83歲，美國電影演員，跌倒。[129]
- 路易吉·朱利亞諾，63歲，義大利足球運動員。[130]
- Jean Maréchal，83歲，法國單車運動員[131]
- Chucho Navarro，80歲，墨西哥歌手。
- 馬塞洛·內里，91歲，義大利單車運動員.[132]

### 24日
- 皮埃爾·維克多·奧熱（Pierre Victor Auger），94歲，法國物理學家。[133]
- 嚴家淦，88歲，中華民國總統。[134]
- 安妮塔·多麗絲（Anita Dorris），90歲，无声电影的德國女演員。[135]
- 拉爾夫·唐斯（Ralph Downes），89歲，英國管風琴家、管風琴設計師和音樂總監。[136]
- 伊瓦诺·丰塔纳，67歲，義大利拳擊手。[137]
- 安傑伊·納多爾斯基（Andrzej Nadolski），72歲，波蘭歷史學家、考古學家和教授。
- 多蘿西婭·派克（Dorothea Parker），65歲，紐西蘭短跑運動員，癌症。[138]
- 諾曼·文森特·皮爾（Norman Vincent Peale），95歲，美國作家和牧師，中風。[139]
- J. Wayne Reitz，84歲，美國農業經濟學家和大學校長。[140]
- 弗拉基米爾·希穆尼奇，74歲，克羅埃西亞足球運動員和經理。

### 25日
- Blandine Ebinger，94歲，德國歌舞表演歌手和演員。[141]
- 利普的瑪麗·阿德爾海德公主，98歲，德國公主，社交名流和作家。
- Ama Naidoo，85歲，南非反種族隔離活動家，心力衰竭。[142]
- 傑夫·菲力浦斯（Jeff Phillips），30歲，美國職業滑板運動員，槍殺自殺。[143]
- 安·羅內爾（Ann Ronell），86歲，美國作曲家和作詞家。[144]
- Azat Sherents，80歲，蘇聯和亞美尼亞演員。
- 瑪麗安·蘇斯基，88歲，波蘭擊劍運動員和奧運選手。[145]
- 尼古拉·季姆科夫，81歲，蘇聯和俄羅斯畫家。[146]

### 26日
- 戴夫·貝克（Dave Beck），99歲，美國勞工領袖。[147]
- Lilian Edirisinghe，71歲，斯裡蘭卡女演員。
- 傑夫·莫羅，86歲，美國演員。[148]
- 卡洛斯·穆尼奥斯（Carlos Muñoz），29歲，厄瓜多足球運動員，交通事故。
- Patrick W. Ryan，1992年，愛爾蘭政治家。

### 27日
- 邁克爾·卡倫，38歲，美國音樂家、作家和愛滋病活動家，愛滋病相關併發症。[149]
- Feliks Kibbermann，91歲，愛沙尼亞國際象棋大師和語言學家。[150]
- 妮娜·盧戈斯卡婭，75歲，蘇聯畫家和戲劇設計師。[151]
- 埃瓦爾德·米克森，82歲，愛沙尼亞足球運動員。[152][153]
- André Pilette，75歲，比利時賽車手。[154]
- 帕沃·蘇西泰瓦爾（Paavo Susitaival），97歲，芬蘭政治家和軍官。

### 28日
- 威廉·奧斯丁，90歲，加拿大裔美國電影剪輯師。
- 阿方索·巴爾卡薩爾，67歲，西班牙編劇、電影導演和製片人。[155]
- 霍華德·凱恩，67歲，美國演員（霍根的英雄，1776年，纽伦堡的审判），心臟病發作。[156][157]
- 奧吉·加蘭，81歲，美國棒球運動員、經理和教練。[158]
- 约翰·肯普，53歲，紐西蘭足球運動員和板球運動員。[159]
- 吉爾·拉蒙塔涅，69歲，加拿大男中音[160]
- 詹妮弗·拉什，55歲，英國小說家和畫家，乳腺癌。
- 威廉·夏爾，89歲，美國記者和戰地記者。[161]

### 29日
- 阿克塞爾·科爾蒂（Axel Corti），60歲，奧地利編劇、電影導演和電臺主持人。[162]
- 伊馮娜·德波特，86歲，法國作曲家、作家和音樂教育家。[163]
- 卡爾·恩德雷斯，82歲，德國籃球運動員。[164]
- Lohengrin Filipello，75歲，瑞士電視節目主持人。
- 瑪麗·基恩，75歲，愛爾蘭女演員。[165]
- 馬歇爾·邁耶（Marshall Meyer），63歲，美國保守派拉比，癌症。
- Frunzik Mkrtchyan，63歲，亞美尼亞舞台和電影演員，癌症。[166]

### 30日
- 麥克·大衛，81歲，美國作詞家和詞曲作者。[167]
- 迪克·唐納德（Dick Donald），82歲，蘇格蘭足球運動員和管理員。
- 丽塔·克里莫娃，62歲，捷克經濟學家和政治家，白血病。
- Irving Paul Lazar，86歲，美國人才經紀人和商人。[168]
- 朱塞佩·奥基亚利尼（Giuseppe Occhialini），86歲，義大利物理學家。[169]
- 喬治·斯通，47歲，美國籃球運動員，心臟病發作。[170]
- İhsan Sabri Çağlayangil，85歲，土耳其政治家。[171]

### 31日
- 白鲁德，80歲，美國外交官。[172]
- 比爾·考利，81歲，加拿大冰球運動員。
- Arthur Dreifuss，85歲，德裔美國電影導演。[173]
- 米哈伊爾·杜丁，77歲，蘇聯和俄羅斯詩人和作家。[174]
- 茲維亞德·加姆薩胡爾季阿（Zviad Gamsakhurdia），54歲，蘇聯和喬治亞政治家、持不同政見者和作家，被槍殺。[175]
- 亞歷山大·吉拉德，86歲，美國建築師和設計師。[176]
- 鮑勃·詹森，73歲，美國演員。
- Eric “Bingy Bunny” Lamont，38歲，牙買加吉他手和歌手，前列腺癌。[177]
- 居伊·勒弗朗（Guy Lefrant），70歲，法國馬術運動員和奧運選手。[178]
- 貝蒂·麥克道爾，69歲，澳大利亞女演員。
- 勞里斯頓·夏普，86歲，美國人類學家和學者。[179]
- 撒母耳·斯圖爾德，84歲，美國作家、教授、紋身藝術家和色情作家。[180]
- 布兰登·蒂纳（Brandon Teena），21歲，美國跨性別男子和謀殺受害者，被槍殺。[181]
- 小托马斯·J·沃森，79歲，美國商人、政治家和慈善家，中風。[182]